# Grand Prix de la ville de Rennes
Le Grand Prix de la ville de Rennes est une course cycliste française créée en 1979 à Rennes en Bretagne. Il fait partie de la Coupe de France de cyclisme sur route de 1992 à son arrêt.
Il n'est plus organisé depuis 2008 en raison de difficultés financières : dans un contexte de crise économique, les entreprises partenaires ont réduit leur participation. La ville de Rennes, principal soutien financier, n'a pas souhaité accroître son aide.

## Palmarès
| Année | Vainqueur               | Deuxième               | Troisième            |
| ----- | ----------------------- | ---------------------- | -------------------- |
| 1979  | Yvon Bertin             | Patrick Friou          | Jean-René Bernaudeau |
| 1980  | Bernard Vallet          | Maurice Le Guilloux    | Yvon Bertin          |
| 1981  | Jean Chassang           | Pierre-Henri Menthéour | Francis Castaing     |
| 1982  | Jean-François Rault     | Bernard Vallet         | Greg LeMond          |
| 1983  | Dominique Arnaud        | Christian Levavasseur  | Dominique Gaigne     |
| 1984  | Bruno Wojtinek          | Vincent Lavenu         | Dominique Lecrocq    |
| 1985  | Gilbert Duclos-Lassalle | Régis Simon            | Bruno Cornillet      |
| 1986  | Éric Boyer              | Pierre Le Bigaut       | Vincent Lavenu       |
| 1987  | Jean-François Bernard   | Jean-Claude Colotti    | Marc Gomez           |
| 1988  | Ronan Pensec            | Jean-Claude Colotti    | Dave Mann            |
| 1989  | Jan Bogaert             | Walter Dalgal          | Marc Madiot          |
| 1990  | Edwin Bafcop            | Éric Caritoux          | Wim Van Eynde        |
| 1991  | Kim Andersen            | Luc Leblanc            | Marc Wauters         |
| 1992  | Jean-Cyril Robin        | Frank Van Den Abeele   | Rik Coppens          |
| 1993  | Eddy Seigneur           | François Simon         | Thierry Claveyrolat  |
| 1994  | Gilles Delion           | Nicolas Aubier         | Ronan Pensec         |
| 1995  | Peter De Clercq         | Christophe Mengin      | Willy Willems        |
| 1996  | Nicolas Jalabert        | Jacky Durand           | Gilles Talmant       |
| 1997  | Nicolas Jalabert        | Marc Streel            | Olivier Perraudeau   |
| 1998  | Pascal Chanteur         | Gilles Bouvard         | Carlos Da Cruz       |
| 1999  | Max van Heeswijk        | Pascal Chanteur        | Cristian Moreni      |
| 2000  | Gordon Fraser           | Marcel Wüst            | Max van Heeswijk     |
| 2001  | Davide Casarotto        | Scott Sunderland       | Davide Bramati       |
| 2002  | Kirk O'Bee              | Vassili Davidenko      | Alberto Ongarato     |
| 2003  | Oleg Grischkin          | Andris Naudužs         | Jeremy Hunt          |
| 2004  | Andrus Aug              | Saulius Ruškys         | Kirk O'Bee           |
| 2005  | Ludovic Turpin          | Daniele Contrini       | Sébastien Duret      |
| 2006  | Paride Grillo           | Gabriele Balducci      | Hans Dekkers         |
| 2007  | Sergiy Matveyev         | Maryan Hary            | Cyril Gautier        |
| 2008  | Mikhailo Khalilov       | Sébastien Chavanel     | Jimmy Casper         |